# Championnat du Japon de rink hockey
Le Championnat du Japon de rink hockey masculin est le championnat amateur qui confronte les meilleures équipes de rink hockey du Japon. 

## Liste des vainqueurs
| Année | Champion          |
| ----- | ----------------- |
| 1960  | Ranger Club       |
| 1961  | Ranger Club       |
| 1962  | Tokyo Club        |
| 1963  | Seibu Club        |
| 1964  | Ranger Club       |
| 1965  | Seibu Club        |
| 1966  | Seibu Club        |
| 1967  | Seibu Club        |
| 1968  | Seibu Club        |
| 1969  | Hakusan Club      |
| 1970  | Korakuen Club     |
| 1971  | ?                 |
| 1972  | ?                 |
| 1973  | Korakuen Club     |
| 1974  | Hakusan Club      |
| 1975  | Yomiuri Land      |
| 1976  | Hakusan Club      |
| 1977  | Hakusan Club      |
| 1978  | Korakuen Club     |
| 1979  | Korakuen Club     |
| 1980  | Korakuen Club     |
| 1981  | Korakuen Club     |
| 1982  | Hakusan Club      |
| 1983  | Hakusan Club      |
| 1984  | Hakusan Club      |
| 1985  | Hakusan Club      |
| 1986  | Hakusan Club      |
| 1987  | Hakusan Club      |
| 1988  | Korakuen Club     |
| 1989  | GF Club           |
| 1990  | Hakusan Club      |
| 1991  | Tokyo Dome Club   |
| 1992  | Tokyo Dome Club   |
| 1993  | Tokyo Dome Club   |
| 1994  | GF Club           |
| 1995  | GF Club           |
| 1996  | MJ Club           |
| 1997  | GF Club           |
| 1998  | MJ Club           |
| 1999  | GF Club           |
| 2000  | MJ Club           |
| 2001  | Triple X          |
| 2002  | GF Club           |
| 2003  | MJ Club           |
| 2004  | MJ Club           |
| 2005  | MJ Club           |
| 2006  | Triple X          |
| 2007  | MJ Club           |
| 2008  | MJ Club           |
| 2009  | GF Club           |
| 2010  | MJ Club           |
| 2011  | DK Nerima         |
| 2012  | MJ Club           |
| 2013  | Oriental Classics |
| 2014  | DK Nerima         |

## Palmarès par équipe
| Équipe          | Titres gagnés |
| --------------- | ------------- |
| Hakusan Club    | 11            |
| MJ Club         | 10            |
| GF Club         | 7             |
| Korakuen Club   | 7             |
| Seibu Club      | 5             |
| Tokyo Dome Club | 3             |
| Ranger Club     | 3             |
| Triple X        | 2             |
| DK Nerima       | 1             |
| Tokyo Club      | 1             |
| Yomiuri Land    | 1             |
| TOTAL           | 49            |

### Sites japonais
- Japan Roller Skating Federation
- Tokyo Roller Sports Federation

### Sites de clubs japonais
- MJ Club
- Triple X RH
- Nihon University
- Team Attack RHC
- Senshu University
- Toyo University
- Rikkyo University
- Aichi Club